# Tipula cedrophila
Tipula cedrophila är en tvåvingeart som beskrevs av Mannheims 1963. Tipula cedrophila ingår i släktet Tipula och familjen storharkrankar. Inga underarter finns listade i Catalogue of Life.